# Побережник довгопалий
Побережник довгопалий (Calidris subminuta) — вид сивкоподібних птахів родини баранцевих (Scolopacidae).

## Поширення
Птах розмножується в Сибіру. Ареал розмноження включає Чукотський півострів, Коряцьке нагір'я, Командорські острови, Курильські острови, землю, що межує з Охотським морем, північну частину Верхоянського району та навколо річок Об та Іртиш. Після сезону розмноження він мігрує на південь, проходячи через Китай, Індокитай, Малайзію та Філіппіни, і на захід до М'янми, Бангладеш, Непалу, Шрі-Ланки та Мальдівських островів.